# Jahreszeiten des Lebens
Jahreszeiten des Lebens è un cortometraggio muto del 1915 diretto da Franz Hofer. Il regista proveniva dal teatro e aveva cominciato la sua carriera cinematografica nel 1913.
È l'esordio sugli schermi per Hans Albers che, pochi anni dopo, diventerà la più grande star del cinema tedesco.

## Produzione
Il film fu prodotto dalla Messter Film GmbH (Berlin).

## Distribuzione
Uscì in Germania con un visto di censura dell'ottobre 1915.